# Slobozia Conachi
Slobozia Conachi es una comuna ubicada en el distrito de Galați, Rumania.

## Superficie
Posee una superficie de 61,34 kilómetros cuadrados.

## Demografía
Hasta 2021 la población era de 3696 habitantes, con una densidad de población de 60,25 habitantes por kilómetro cuadrado.